# I liga argentyńska w piłce nożnej (1929)
Mistrzem Argentyny w roku 1929 został klub Gimnasia y Esgrima La Plata, natomiast tytuł wicemistrza Argentyny zdobył klub Boca Juniors. Do drugiej ligi nikt nie spadł, natomiast z drugiej ligi awansował klub Honor y Patria Buenos Aires. Liga została zwiększona z 35 do 36 klubów.

## Primera División

### Kolejka 1
Grupa A
| Data          | Mecz |
| ------------- | --- |
| 21 lipca 1929 | Almagro Buenos Aires – CA Tigre 0:0 |
| 21 lipca 1929 | Atlanta Buenos Aires – CA Huracán 0:3 |
| 21 lipca 1929 | CA Banfield – CA Estudiantes 2:0 mecz rozegrany został na stadionie klubu Talleres Remedios de Escalada                                         |
| 21 lipca 1929 | Colegiales Buenos Aires – Gimnasia y Esgrima La Plata 1:2 ? – Martín Maleanni, Ismael Morgada mecz rozegrany został na stadionie klubu Platense |
| 21 lipca 1929 | Club El Porvenir – Racing Club de Avellaneda 1:0 Mario Artel mecz rozegrany został na stadionie klubu Sportivo Barracas                         |
| 21 lipca 1929 | Estudiantes La Plata – San Isidro Buenos Aires 7:0                                                                                              |
| 21 lipca 1929 | Club Atlético Lanús – CA Platense 5:2 |
| 21 lipca 1929 | River Plate – Talleres Remedios de Escalada 1:0 Granara Costa k                                                                                 |
| 21 lipca 1929 | San Fernando Buenos Aires – Argentino del Sud Buenos Aires 3:0                                                                                  |

Grupa B
| Data            | Mecz |
| --------------- | --- |
| 21 lipca 1929   | Argentinos Juniors – Argentino de CA Argentino de Quilmes 0:0                                                             |
| 21 lipca 1929   | Barracas Central Buenos Aires – Estudiantil Porteño Buenos Aires 0:1                                                      |
| 21 lipca 1929   | Boca Juniors – Excursionistas Buenos Aires 2:1 Manuel Fleitas Solich, Roberto Cherro – Galeano                            |
| 21 lipca 1929   | Ferro Carril Oeste – Sportivo Buenos Aires 1:2                                                                            |
| 21 lipca 1929   | Independiente – CS Palermo 0:0                                                                                            |
| 21 lipca 1929   | Quilmes Athletic Buenos Aires – Club Argentino de Banfield 3:2                                                            |
| 21 lipca 1929   | San Lorenzo de Almagro – Chacarita Juniors 2:1 J. B. Cortecci, Juan Maglio – ?                                            |
| 3 stycznia 1930 | CA Vélez Sarsfield – Sportivo Barracas Buenos Aires walkower dla Vélez Sarsfield klub Sportivo Barracas został zawieszony |

### Kolejka 2
Grupa A
| Data             | Mecz |
| ---------------- | --- |
| 11 sierpnia 1929 | Argentino del Sud Buenos Aires – River Plate 0:3 Granara Costa (2), Debatte mecz rozegrany został na stadionie klubu Sportivo Barracas |
| 11 sierpnia 1929 | CA Banfield – Colegiales Buenos Aires 5:0 mecz rozegrany został na stadionie klubu Talleres Remedios de Escalada                       |
| 11 sierpnia 1929 | CA Estudiantes – Talleres Remedios de Escalada 0:3 mecz rozegrany został na stadionie klubu Ferro Carril Oeste                         |
| 11 sierpnia 1929 | Club Atlético Lanús – Estudiantes La Plata 1:1                                                                                         |
| 11 sierpnia 1929 | San Fernando Buenos Aires – Atlanta Buenos Aires 3:1                                                                                   |
| 11 sierpnia 1929 | San Isidro Buenos Aires – Club El Porvenir 2:3                                                                                         |
| 11 sierpnia 1929 | CA Huracán – Racing Club de Avellaneda walkower dla Racing klub Huracán wycofał się                                                    |
| 11 sierpnia 1929 | CA Platense lp-wp Almagro Buenos Aires walkower dla Almagro klub Platense wycofał się                                                  |
| 19 stycznia 1930 | Gimnasia y Esgrima La Plata – CA Tigre 2:1 Francisco Varrallo, Antonio Belli – ?                                                       |

Grupa B
| Data             | Mecz |
| ---------------- | --- |
| 11 sierpnia 1929 | Argentino de CA Argentino de Quilmes – Ferro Carril Oeste 4:2                                                                         |
| 11 sierpnia 1929 | Argentinos Juniors – San Lorenzo de Almagro 3:4 ?, ? – Alfredo Carricaberry, Lujambio, Diego García, J. B. Cortecci                   |
| 11 sierpnia 1929 | Estudiantil Porteño Buenos Aires – Quilmes Athletic Buenos Aires 6:2                                                                  |
| 11 sierpnia 1929 | CS Palermo – Sportivo Buenos Aires walkower dla CS Palermo klub Sportivo Buenos Aires wycofał się                                     |
| 11 sierpnia 1929 | Excursionistas Buenos Aires – Defensores de Belgrano Buenos Aires walkower dla Defensores de Belgrano klub Excursionistas wycofał się |
| 12 stycznia 1930 | Boca Juniors – Barracas Central Buenos Aires 5:1 Donato Penella, Manuel Fleitas Solich, Mario Evaristo, Roberto Cherro (2) – Lamasón  |
| 19 stycznia 1930 | Chacarita Juniors – Club Argentino de Banfield dla Chacarita Juniors                                                                  |
| 29 grudnia 1929  | Independiente – CA Vélez Sarsfield 3:0                                                                                                |

### Kolejka 3
Grupa A
| Data             | Mecz |
| ---------------- | --- |
| 25 sierpnia 1929 | Almagro Buenos Aires – Estudiantes La Plata 5:2                                                            |
| 25 sierpnia 1929 | Colegiales Buenos Aires – CA Estudiantes 1:1                                                               |
| 25 sierpnia 1929 | Club El Porvenir – Club Atlético Lanús 0:2 mecz rozegrany został na stadionie klubu San Lorenzo de Almagro |
| 25 sierpnia 1929 | Gimnasia y Esgrima La Plata – CA Platense 4:0 Martín Maleanni (2), Francisco Varallo, José M. Minella      |
| 25 sierpnia 1929 | CA Huracán – San Isidro Buenos Aires 7:0                                                                   |
| 25 sierpnia 1929 | Racing Club de Avellaneda – San Fernando Buenos Aires 3:3                                                  |
| 25 sierpnia 1929 | River Plate – Atlanta Buenos Aires 2:0 Gondar, Irurrieta                                                   |
| 25 sierpnia 1929 | Talleres Remedios de Escalada – Argentino del Sud Buenos Aires 1:0                                         |
| 25 sierpnia 1929 | CA Tigre – CA Banfield 3:1                                                                                 |

Grupa B
| Data             | Mecz |
| ---------------- | --- |
| 25 sierpnia 1929 | Club Argentino de Banfield – Argentinos Juniors 1:1                                                                                                |
| 25 sierpnia 1929 | Ferro Carril Oeste – San Lorenzo de Almagro 1:1 ? – J. B. Cortecci                                                                                 |
| 25 sierpnia 1929 | Quilmes Athletic Buenos Aires – Boca Juniors 0:5 Donato Penella (2), Domingo Tarasconi, Roberto Cherro (2)                                         |
| 25 sierpnia 1929 | Sportivo Barracas Buenos Aires – Excursionistas Buenos Aires 2:2                                                                                   |
| 25 sierpnia 1929 | Sportivo Buenos Aires – Argentino de CA Argentino de Quilmes 1:1 mecz rozegrany został na stadionie klubu Boca Juniors                             |
| 25 sierpnia 1929 | CA Vélez Sarsfield – CS Palermo 1:2 |
| 25 sierpnia 1929 | Defensores de Belgrano Buenos Aires – Barracas Central Buenos Aires 1:1 mecz przerwany został w 70 minucie – Defensores de Belgrano stracił punkty |
| 26 stycznia 1930 | Chacarita Juniors – Estudiantil Porteño Buenos Aires 2:2                                                                                           |

### Kolejka 4
Grupa A
| Data            | Mecz |
| --------------- | --- |
| 1 września 1929 | Argentino del Sud Buenos Aires – Club El Porvenir 1:1 ? – J. Donato |
| 1 września 1929 | CA Banfield – Almagro Buenos Aires 0:1 mecz rozegrany został na stadionie klubu Talleres Remedios de Escalada                                                                        |
| 1 września 1929 | CA Estudiantes – Gimnasia y Esgrima La Plata 1:4 ? – Julio Di Gianno, José M. Minella, Francisco Varallo, Ismael Morgada mecz rozegrany został na stadionie klubu Ferro Carril Oeste |
| 1 września 1929 | Estudiantes La Plata – Atlanta Buenos Aires 4:1 |
| 1 września 1929 | CA Huracán – Talleres Remedios de Escalada 3:1 |
| 1 września 1929 | Club Atlético Lanús – Colegiales Buenos Aires 1:1 |
| 1 września 1929 | CA Platense – Racing Club de Avellaneda 1:0 |
| 1 września 1929 | San Fernando Buenos Aires – River Plate 1:2 ? – Dapit, Granara Costa |
| 1 września 1929 | San Isidro Buenos Aires – CA Tigre 1:0 |

Grupa B
| Data            | Mecz |
| --------------- | --- |
| 1 września 1929 | Argentino de CA Argentino de Quilmes – Quilmes Athletic Buenos Aires 1:0 Alfredo Trujillo                  |
| 1 września 1929 | Argentinos Juniors – Ferro Carril Oeste 3:1                                                                |
| 1 września 1929 | Barracas Central Buenos Aires – San Lorenzo de Almagro 1:4 ? – Juan Maglio, Luis Monti (2), J. B. Cortecci |
| 1 września 1929 | Boca Juniors – CA Vélez Sarsfield 2:1 Sánchez s, Roberto Cherro – Sobrino                                  |
| 1 września 1929 | Chacarita Juniors – Sportivo Buenos Aires 1:1                                                              |
| 1 września 1929 | Excursionistas Buenos Aires – Club Argentino de Banfield 2:2                                               |
| 1 września 1929 | Independiente – Defensores de Belgrano Buenos Aires 1:1                                                    |
| 1 września 1929 | CS Palermo – Sportivo Barracas Buenos Aires 2:1                                                            |

### Kolejka 5
Grupa A
| Data             | Mecz |
| ---------------- | --- |
| 8 września 1929  | Almagro Buenos Aires – Argentino del Sud Buenos Aires 2:1                                                                                         |
| 8 września 1929  | Atlanta Buenos Aires – Club Atlético Lanús 1:5 |
| 8 września 1929  | Colegiales Buenos Aires – San Fernando Buenos Aires 1:1                                                                                           |
| 8 września 1929  | Club El Porvenir – CA Platense 0:1 mecz rozegrany został na stadionie klubu Sportivo Barracas                                                     |
| 8 września 1929  | Estudiantes La Plata – CA Estudiantes 4:0 |
| 8 września 1929  | Racing Club de Avellaneda – San Isidro Buenos Aires 2:1                                                                                           |
| 8 września 1929  | River Plate – CA Banfield 5:0 Granara Costa (2), Irurrieta (2), Dapit                                                                             |
| 8 września 1929  | CA Tigre – CA Huracán 1:3 |
| 26 stycznia 1930 | Talleres Remedios de Escalada – Gimnasia y Esgrima La Plata 0:1 Ismael Morgada mecz został przerwany 8 września 1929 w 75 minucie przy stanie 0:1 |

Grupa B
| Data            | Mecz |
| --------------- | --- |
| 8 września 1929 | Club Argentino de Banfield – Estudiantil Porteño Buenos Aires 0:2                                                |
| 8 września 1929 | Barracas Central Buenos Aires – CS Palermo 2:0                                                                   |
| 8 września 1929 | Defensores de Belgrano Buenos Aires – Argentino de CA Argentino de Quilmes 2:0                                   |
| 8 września 1929 | Ferro Carril Oeste – Independiente 1:1                                                                           |
| 8 września 1929 | Quilmes Athletic Buenos Aires – Excursionistas Buenos Aires 2:1                                                  |
| 8 września 1929 | San Lorenzo de Almagro – Boca Juniors 1:0 Arturo Arrieta                                                         |
| 8 września 1929 | Sportivo Buenos Aires – Sportivo Barracas Buenos Aires 3:1 mecz rozegrany został na stadionie klubu Boca Juniors |
| 8 września 1929 | CA Vélez Sarsfield – Argentinos Juniors 3:0                                                                      |

### Kolejka 6
Grupa A
| Data             | Mecz |
| ---------------- | --- |
| 15 września 1929 | Argentino del Sud Buenos Aires – Gimnasia y Esgrima La Plata 0:2 José M. Minella, Francisco Varallo                 |
| 15 września 1929 | Atlanta Buenos Aires – Almagro Buenos Aires 1:0                                                                     |
| 15 września 1929 | CA Banfield – Talleres Remedios de Escalada 0:0 mecz rozegrany został na stadionie klubu Club Argentino de Banfield |
| 15 września 1929 | Colegiales Buenos Aires – River Plate 0:1 Dapit                                                                     |
| 15 września 1929 | CA Estudiantes – San Isidro Buenos Aires 2:0 mecz rozegrany został na stadionie klubu Ferro Carril Oeste            |
| 15 września 1929 | Club Atlético Lanús – Racing Club de Avellaneda 4:0                                                                 |
| 15 września 1929 | CA Platense – CA Huracán 0:3                                                                                        |
| 15 września 1929 | San Fernando Buenos Aires – CA Tigre 1:1 mecz przerwany w 43 minucie                                                |
| 15 września 1929 | Estudiantes La Plata – Club El Porvenir 0:0 mecz przerwany w 75 minucie – klub Estudiantes stracił punkty           |

Grupa B
| Data             | Mecz |
| ---------------- | --- |
| 15 września 1929 | Argentino de CA Argentino de Quilmes – Sportivo Barracas Buenos Aires 2:3                                             |
| 15 września 1929 | Barracas Central Buenos Aires – Quilmes Athletic Buenos Aires 2:0                                                     |
| 15 września 1929 | Boca Juniors – Club Argentino de Banfield 1:0 Mario Evaristo                                                          |
| 15 września 1929 | Excursionistas Buenos Aires – Chacarita Juniors 3:1                                                                   |
| 15 września 1929 | Independiente – Sportivo Buenos Aires 3:0                                                                             |
| 15 września 1929 | San Lorenzo de Almagro – Defensores de Belgrano Buenos Aires 3:1 José Fossa, Alfredo Carricaberry, J. B. Cortecci – ? |
| 15 września 1929 | CS Palermo – Estudiantil Porteño Buenos Aires 5:2                                                                     |
| 15 września 1929 | CA Vélez Sarsfield – Ferro Carril Oeste 2:2                                                                           |

### Kolejka 7
Grupa A
| Data             | Mecz |
| ---------------- | --- |
| 22 września 1929 | Almagro Buenos Aires – Club El Porvenir 0:0                                                                    |
| 22 września 1929 | Argentino del Sud Buenos Aires – CA Estudiantes 0:0                                                            |
| 22 września 1929 | Atlanta Buenos Aires – Talleres Remedios de Escalada 1:1                                                       |
| 22 września 1929 | CA Banfield – CA Platense 1:0 mecz rozegrany został na stadionie klubu Talleres Remedios de Escalada           |
| 22 września 1929 | Colegiales Buenos Aires – CA Tigre 1:1                                                                         |
| 22 września 1929 | Club Atlético Lanús – CA Huracán 1:1                                                                           |
| 22 września 1929 | River Plate – Racing Club de Avellaneda 1:2 Dapit – ?, ?                                                       |
| 22 września 1929 | San Fernando Buenos Aires – San Isidro Buenos Aires 4:2                                                        |
| 22 września 1929 | Estudiantes La Plata – Gimnasia y Esgrima La Plata wakower dla Gimnasia y Esgrima klub Estudiantes wycofał się |

Grupa B
| Data             | Mecz                                                                                  |
| ---------------- | ------------------------------------------------------------------------------------- |
| 22 września 1929 | Argentino de CA Argentino de Quilmes – CS Palermo 3:2                                 |
| 22 września 1929 | Argentinos Juniors – Estudiantil Porteño Buenos Aires 1:1                             |
| 22 września 1929 | Barracas Central Buenos Aires – Sportivo Barracas Buenos Aires 1:3                    |
| 22 września 1929 | Boca Juniors – Chacarita Juniors 2:1 Donato Penella (2) – Gómez                       |
| 22 września 1929 | Defensores de Belgrano Buenos Aires – Quilmes Athletic Buenos Aires 0:0               |
| 22 września 1929 | Ferro Carril Oeste – Club Argentino de Banfield 4:4                                   |
| 22 września 1929 | Independiente – Excursionistas Buenos Aires 10:2                                      |
| 22 września 1929 | San Lorenzo de Almagro – Sportivo Buenos Aires 2:2 J. B. Cortecci, Juan Maglio – ?, ? |

### Kolejka 8
Grupa A
| Data                 | Mecz |
| -------------------- | --- |
| 13 października 1929 | Argentino del Sud Buenos Aires – Club Atlético Lanús 0:0                                                        |
| 13 października 1929 | CA Banfield – San Fernando Buenos Aires 1:1 mecz rozegrany został na stadionie klubu Club Argentino de Banfield |
| 13 października 1929 | CA Estudiantes – Racing Club de Avellaneda 0:3 mecz rozegrany został na stadionie klubu Ferro Carril Oeste      |
| 13 października 1929 | Gimnasia y Esgrima La Plata – River Plate 1:0 Francisco Varallo                                                 |
| 13 października 1929 | CA Huracán – Colegiales Buenos Aires 3:2                                                                        |
| 13 października 1929 | CA Platense – Estudiantes La Plata 1:2                                                                          |
| 13 października 1929 | San Isidro Buenos Aires – Atlanta Buenos Aires 1:1                                                              |
| 13 października 1929 | Talleres Remedios de Escalada – Almagro Buenos Aires 1:2                                                        |
| 13 października 1929 | CA Tigre – Club El Porvenir 4:0                                                                                 |

Grupa B
| Data                 | Mecz |
| -------------------- | --- |
| 13 października 1929 | Argentino de CA Argentino de Quilmes – Boca Juniors 0:1 Adolfo D’Angelis                                              |
| 13 października 1929 | Chacarita Juniors – CA Vélez Sarsfield 5:1                                                                            |
| 13 października 1929 | Estudiantil Porteño Buenos Aires – San Lorenzo de Almagro 2:1 mecz rozegrany został na stadionie klubu River Plate    |
| 13 października 1929 | Excursionistas Buenos Aires – Barracas Central Buenos Aires 2:1                                                       |
| 13 października 1929 | Independiente – Argentinos Juniors 3:1 mecz przerwany został w 75 minucie – Argentinos Juniors stracił punkty         |
| 13 października 1929 | Sportivo Barracas Buenos Aires – Ferro Carril Oeste 1:3                                                               |
| 13 października 1929 | Sportivo Buenos Aires – Defensores de Belgrano Buenos Aires 3:0 mecz rozegrany został na stadionie klubu Boca Juniors |
| 13 października 1929 | CS Palermo – Club Argentino de Banfield 0:0                                                                           |

### Kolejka 9
Grupa A
| Data                 | Mecz                                                                                            |
| -------------------- | ----------------------------------------------------------------------------------------------- |
| 20 października 1929 | Argentino del Sud Buenos Aires – San Isidro Buenos Aires 2:1                                    |
| 20 października 1929 | Atlanta Buenos Aires – Racing Club de Avellaneda 1:2                                            |
| 20 października 1929 | Colegiales Buenos Aires – Club El Porvenir 4:2 ?, ? – José Gurrutchague, Barbieri               |
| 20 października 1929 | Estudiantes La Plata – CA Tigre 2:1                                                             |
| 20 października 1929 | Club Atlético Lanús – Talleres Remedios de Escalada 0:0                                         |
| 20 października 1929 | CA Platense – CA Estudiantes 1:0                                                                |
| 20 października 1929 | River Plate – Almagro Buenos Aires 1:1 Dapit – ?                                                |
| 20 października 1929 | San Fernando Buenos Aires – Gimnasia y Esgrima La Plata 1:2 ? – Ismael Morgada, Martín Maleanni |
| 20 października 1929 | CA Banfield – CA Huracán walkower dla Banfield klub Huracán wycofał się                         |

Grupa B
| Data                 | Mecz |
| -------------------- | --- |
| 20 października 1929 | Argentino de CA Argentino de Quilmes – Estudiantil Porteño Buenos Aires 1:2                                             |
| 20 października 1929 | Argentinos Juniors – Sportivo Barracas Buenos Aires 1:1                                                                 |
| 20 października 1929 | Boca Juniors – Sportivo Buenos Aires 3:2 Esteban Kuko, Domingo Tarasconi (2k) – Ambrosetti, Cilento                     |
| 20 października 1929 | Excursionistas Buenos Aires – CS Palermo 5:2                                                                            |
| 20 października 1929 | Ferro Carril Oeste – Defensores de Belgrano Buenos Aires 0:1                                                            |
| 20 października 1929 | Independiente – Chacarita Juniors 3:3                                                                                   |
| 20 października 1929 | San Lorenzo de Almagro – Club Argentino de Banfield 4:3 J. B. Cortecci (2), Alfredo Carricaberry, Arturo Arrieta – ?, ? |
| 20 października 1929 | CA Vélez Sarsfield – Quilmes Athletic Buenos Aires 1:0                                                                  |

### Kolejka 10
Grupa A
| Data                 | Mecz                                                                                             |
| -------------------- | ------------------------------------------------------------------------------------------------ |
| 27 października 1929 | Argentino del Sud Buenos Aires – CA Tigre 3:1                                                    |
| 27 października 1929 | Atlanta Buenos Aires – Colegiales Buenos Aires 0:0                                               |
| 27 października 1929 | CA Banfield – Racing Club de Avellaneda 1:3 mecz rozegrany został na stadionie klubu River Plate |
| 27 października 1929 | Estudiantes La Plata – River Plate 1:2 ? – Granara Costa, Debatte                                |
| 27 października 1929 | Club Atlético Lanús – Almagro Buenos Aires 3:2                                                   |
| 27 października 1929 | CA Platense – Talleres Remedios de Escalada 0:0                                                  |
| 27 października 1929 | San Fernando Buenos Aires – Club El Porvenir 2:2 ?, ? – Capellino, Barbieri                      |
| 27 października 1929 | San Isidro Buenos Aires – Gimnasia y Esgrima La Plata 2:1 ?, ? – José M. Minella                 |
| 27 października 1929 | CA Estudiantes – CA Huracán walkower dla Estudiantes klub Huracán wycofał się                    |

Grupa B
| Data                 | Mecz                                                                                   |
| -------------------- | -------------------------------------------------------------------------------------- |
| 27 października 1929 | Argentinos Juniors – Quilmes Athletic Buenos Aires 1:1                                 |
| 27 października 1929 | Barracas Central Buenos Aires – Ferro Carril Oeste 3:2                                 |
| 27 października 1929 | Boca Juniors – Defensores de Belgrano Buenos Aires 2:0 Domingo Tarasconi, Esteban Kuko |
| 27 października 1929 | Estudiantil Porteño Buenos Aires – Sportivo Barracas Buenos Aires 0:1                  |
| 27 października 1929 | Excursionistas Buenos Aires – Sportivo Buenos Aires 2:1                                |
| 27 października 1929 | Independiente – Club Argentino de Banfield 4:2                                         |
| 27 października 1929 | San Lorenzo de Almagro – CA Vélez Sarsfield 2:1                                        |
| 27 października 1929 | CS Palermo – Chacarita Juniors 1:2                                                     |

### Kolejka 11
Grupa A
| Data              | Mecz |
| ----------------- | --- |
| 24 listopada 1929 | Almagro Buenos Aires – San Fernando Buenos Aires 2:0                                                                                    |
| 24 listopada 1929 | Atlanta Buenos Aires – CA Estudiantes 1:0                                                                                               |
| 24 listopada 1929 | Club El Porvenir – CA Banfield 3:2 Arturo Naveira (2), J. Donato – ?, ? mecz rozegrany został na stadionie klubu Del Plata Buenos Aires |
| 24 listopada 1929 | Colegiales Buenos Aires – Estudiantes La Plata 6:2                                                                                      |
| 24 listopada 1929 | Gimnasia y Esgrima La Plata – CA Huracán 2:1 Martín Maleanni, Francisco Varallo – ?                                                     |
| 24 listopada 1929 | River Plate – Club Atlético Lanús 2:2 Granara Costa, Dapit – ?, ?                                                                       |
| 24 listopada 1929 | Talleres Remedios de Escalada – San Isidro Buenos Aires 2:1                                                                             |
| 24 listopada 1929 | CA Tigre – CA Platense 7:1 mecz rozegrany zistał na stadionie klubu Excursionistas                                                      |
| 19 stycznia 1930  | Racing Club de Avellaneda – Argentino del Sud Buenos Aires 2:0                                                                          |

Grupa B
| Data              | Mecz |
| ----------------- | --- |
| 24 listopada 1929 | Club Argentino de Banfield – Argentino de CA Argentino de Quilmes 3:1                                                      |
| 24 listopada 1929 | Defensores de Belgrano Buenos Aires – Argentinos Juniors 4:0                                                               |
| 24 listopada 1929 | Ferro Carril Oeste – Boca Juniors 1:1 Nappi – Donato Penella                                                               |
| 24 listopada 1929 | Quilmes Athletic Buenos Aires – Independiente 0:2 mecz rozegrany został na stadionie klubu Huracán                         |
| 24 listopada 1929 | San Lorenzo de Almagro – CS Palermo 1:0 J. B. Cortecci                                                                     |
| 24 listopada 1929 | Sportivo Buenos Aires – Estudiantil Porteño Buenos Aires 2:4 mecz rozegrany został na stadionie klubu Boca Juniors         |
| 24 listopada 1929 | CA Vélez Sarsfield – Barracas Central Buenos Aires 2:0                                                                     |
| 3 stycznia 1930   | Sportivo Barracas Buenos Aires – Chacarita Juniors walkower dla Chacarita Juniors klub Sportivo Barracas został zawieszony |

### Kolejka 12
Grupa A
| Data           | Mecz |
| -------------- | --- |
| 1 grudnia 1929 | Argentino del Sud Buenos Aires – CA Banfield 3:2 |
| 1 grudnia 1929 | CA Estudiantes – Club El Porvenir 0:6 Barbieri (2), Arturo Naveira (2), Alejandro N. de los Santos (2) mecz rozegrany został na stadionie klubu Ferro Carril Oeste |
| 1 grudnia 1929 | Gimnasia y Esgrima La Plata – Atlanta Buenos Aires 1:2 Ismael Morgada – ?, ?                                                                                       |
| 1 grudnia 1929 | CA Huracán – Estudiantes La Plata 2:4 |
| 1 grudnia 1929 | CA Platense – San Fernando Buenos Aires 0:1 podczas meczu doszło do zamieszek                                                                                      |
| 1 grudnia 1929 | Racing Club de Avellaneda – Almagro Buenos Aires 3:1 mecz przerwany w 56 minucie                                                                                   |
| 1 grudnia 1929 | San Isidro Buenos Aires – Club Atlético Lanús 0:0 |
| 1 grudnia 1929 | Talleres Remedios de Escalada – Colegiales Buenos Aires 3:1 |
| 1 grudnia 1929 | CA Tigre – River Plate 1:3 ? – Vicente Locasso, Granara Costa, Debatte mecz rozegrany został na stadionie klubu Almagro                                            |

Grupa B
| Data           | Mecz |
| -------------- | --- |
| 1 grudnia 1929 | Club Argentino de Banfield – Defensores de Belgrano Buenos Aires 1:1                                                                                            |
| 1 grudnia 1929 | Argentino de CA Argentino de Quilmes – Independiente 3:1 mecz rozegrany został na stadionie klubu San Lorenzo de Almagro przerwany w 78 minucie – niedokończony |
| 1 grudnia 1929 | Chacarita Juniors – Barracas Central Buenos Aires 1:1 |
| 1 grudnia 1929 | Estudiantil Porteño Buenos Aires – Boca Juniors 1:2 Demaría – Roberto Cherro, Esteban Kuko mecz rozegrany został na stadionie klubu River Plate                 |
| 1 grudnia 1929 | Excursionistas Buenos Aires – Argentinos Juniors 0:2 |
| 1 grudnia 1929 | Sportivo Barracas Buenos Aires – San Lorenzo de Almagro 0:3 Alfredo Carricaberry, Diego García (2) podczas meczu doszło do zamieszek                            |
| 1 grudnia 1929 | Sportivo Buenos Aires – CA Vélez Sarsfield 1:1 mecz rozegrany został na stadionie klubu Boca Juniors                                                            |
| 1 grudnia 1929 | CS Palermo – Quilmes Athletic Buenos Aires walkower dla Quilmes                                                                                                 |

### Kolejka 13
Kolejka trzynasta rozegrana została po kolejce czternastej.
Grupa A
| Data            | Mecz |
| --------------- | --- |
| 22 grudnia 1929 | Almagro Buenos Aires – Gimnasia y Esgrima La Plata 0:3 Ismael Morgada, Francisco Varallo (2)            |
| 22 grudnia 1929 | Atlanta Buenos Aires – CA Platense walkower dla klubu Atlanta                                           |
| 22 grudnia 1929 | Colegiales Buenos Aires – San Isidro Buenos Aires 3:1                                                   |
| 22 grudnia 1929 | Club El Porvenir – Talleres Remedios de Escalada 0:2 mecz rozegrany został na stadionie klubu Del Plata |
| 22 grudnia 1929 | Estudiantes La Plata – Argentino del Sud Buenos Aires 2:0                                               |
| 22 grudnia 1929 | Club Atlético Lanús – CA Banfield 2:2                                                                   |
| 22 grudnia 1929 | Racing Club de Avellaneda – CA Tigre 1:1                                                                |
| 22 grudnia 1929 | River Plate – CA Huracán walkower dla River Plate                                                       |
| 22 grudnia 1929 | San Fernando Buenos Aires – CA Estudiantes 8:0                                                          |

Grupa B
| Data            | Mecz |
| --------------- | --- |
| 22 grudnia 1929 | Argentinos Juniors – CS Palermo 1:0                                                                                                  |
| 22 grudnia 1929 | Barracas Central Buenos Aires – Argentino de CA Argentino de Quilmes walkower dla Barracas Central                                   |
| 22 grudnia 1929 | Boca Juniors – Independiente 2:1 Mario Evaristo, Esteban Kuko – Manuel Seoane                                                        |
| 22 grudnia 1929 | Defensores de Belgrano Buenos Aires – Sportivo Barracas Buenos Aires 0:0                                                             |
| 22 grudnia 1929 | Ferro Carril Oeste – Chacarita Juniors 4:1                                                                                           |
| 22 grudnia 1929 | Quilmes Athletic Buenos Aires – Sportivo Buenos Aires walkower dla Quilmes                                                           |
| 22 grudnia 1929 | San Lorenzo de Almagro – Excursionistas Buenos Aires 6:0 Luis Monti, J. B. Cortecci (2), Diego García, Alfredo Carricaberry, Oliva s |
| 22 grudnia 1929 | CA Vélez Sarsfield – Estudiantil Porteño Buenos Aires 3:2                                                                            |

### Kolejka 14
Grupa A
| Data            | Mecz |
| --------------- | --- |
| 15 grudnia 1929 | Argentino del Sud Buenos Aires – Atlanta Buenos Aires 2:0                                                                             |
| 15 grudnia 1929 | CA Banfield – Estudiantes La Plata 1:1 mecz rozegrany został na stadionie klubu Club Argentino de Banfield                            |
| 15 grudnia 1929 | CA Estudiantes – CA Tigre 2:2 mecz rozegrany został na stadionie klubu Ferro Carril Oeste                                             |
| 15 grudnia 1929 | Gimnasia y Esgrima La Plata – Club El Porvenir 5:1 Ismael Morgada (4, 1k), Francisco Varallo – Mario Artel                            |
| 15 grudnia 1929 | CA Huracán – Almagro Buenos Aires walkower dla Almagro                                                                                |
| 15 grudnia 1929 | CA Platense – Colegiales Buenos Aires walkower dla Colegiales                                                                         |
| 15 grudnia 1929 | San Fernando Buenos Aires – Club Atlético Lanús 2:3                                                                                   |
| 15 grudnia 1929 | San Isidro Buenos Aires – River Plate 2:2 ?, ? – Granara Costa k, Vicente Locasso mecz rozegrany został na stadionie klubu CS Palermo |
| 15 grudnia 1929 | Talleres Remedios de Escalada – Racing Club de Avellaneda 0:0                                                                         |

Grupa B
| Data            | Mecz |
| --------------- | --- |
| 15 grudnia 1929 | Argentino de CA Argentino de Quilmes – San Lorenzo de Almagro 0:0                                            |
| 15 grudnia 1929 | Argentinos Juniors – Boca Juniors 1:0 Meraldi                                                                |
| 15 grudnia 1929 | Chacarita Juniors – Defensores de Belgrano Buenos Aires 4:0                                                  |
| 15 grudnia 1929 | Estudiantil Porteño Buenos Aires – Ferro Carril Oeste 1:1                                                    |
| 15 grudnia 1929 | Excursionistas Buenos Aires – CA Vélez Sarsfield 0:2                                                         |
| 15 grudnia 1929 | Independiente – Barracas Central Buenos Aires 6:0                                                            |
| 15 grudnia 1929 | Sportivo Barracas Buenos Aires – Quilmes Athletic Buenos Aires walkower dla Quilmes                          |
| 15 grudnia 1929 | Sportivo Buenos Aires – Club Argentino de Banfield 2:0 mecz rozegrany został na stadionie klubu Boca Juniors |

### Kolejka 15
Grupa A
| Data            | Mecz |
| --------------- | --- |
| 29 grudnia 1929 | CA Huracán – Argentino del Sud Buenos Aires walkower dla Argentino del Sud Buenos Aires klub Huracán wycofał się |
| 29 grudnia 1929 | San Isidro Buenos Aires – CA Platense walkower dla San Isidro Buenos Aires klub Platense wycofał się             |
| 29 grudnia 1929 | Almagro Buenos Aires – Colegiales Buenos Aires 1:1                                                               |
| 29 grudnia 1929 | Club El Porvenir – Atlanta Buenos Aires walkower dla El Porvenir                                                 |
| 29 grudnia 1929 | CA Estudiantes – River Plate 0:2 Vicente Locasso (2) klub rozegrany został na stadionie klubu Ferro Carril Oeste |
| 29 grudnia 1929 | Gimnasia y Esgrima La Plata – CA Banfield 1:0 Martín Malianni                                                    |
| 29 grudnia 1929 | Racing Club de Avellaneda – Estudiantes La Plata walkower dla Racing                                             |
| 29 grudnia 1929 | Talleres Remedios de Escalada – San Fernando Buenos Aires walkower dla Talleres                                  |
| 29 grudnia 1929 | CA Tigre – Club Atlético Lanús 1:0 mecz przerwany w 54 minucie – Tigre stracił punkty                            |

Grupa B
| Data            | Mecz |
| --------------- | --- |
| 22 grudnia 1929 | Chacarita Juniors – Argentino de CA Argentino de Quilmes walkower dla Chacarita Juniors klub Argentino de CA Argentino de Quilmes wycofał się   |
| 22 grudnia 1929 | Sportivo Buenos Aires lp-wp Argentinos Juniors walkower dla Argentinos Juniors klub Sportivo Buenos Aires wycofał się                           |
| 29 grudnia 1929 | Club Argentino de Banfield – Barracas Central Buenos Aires 2:1 mecz przerwany w 75 minucie                                                      |
| 29 grudnia 1929 | Defensores de Belgrano Buenos Aires – CA Vélez Sarsfield 1:3                                                                                    |
| 29 grudnia 1929 | Estudiantil Porteño Buenos Aires – Excursionistas Buenos Aires walkower dla Estudiantil Porteño                                                 |
| 29 grudnia 1929 | Quilmes Athletic Buenos Aires – San Lorenzo de Almagro 0:5 Luis Monti, Arturo Arrieta (2), Alfredo Carricaberry (2) mecz przerwany w 78 minucie |
| 29 grudnia 1929 | Sportivo Barracas Buenos Aires – Independiente 0:0 mecz rozegrany został na stadionie klubu River Plate                                         |
| 29 grudnia 1929 | CS Palermo – Ferro Carril Oeste walkower dla CS Palermo                                                                                         |

### Kolejka 16
Grupa A
| Data            | Mecz                                                                              |
| --------------- | --------------------------------------------------------------------------------- |
| 22 grudnia 1929 | Club El Porvenir – CA Huracán walkower dla El Porvenir klub Huracán wycofał się   |
| 22 grudnia 1929 | River Plate – Platense walkower dla River Plate klub Platense wycofał się         |
| 29 grudnia 1929 | Estudiantes La Plata – San Fernando Buenos Aires oba kluby zrezygnowały z gry     |
| 29 grudnia 1929 | Atlanta Buenos Aires – CA Banfield walkower dla Banfield klub Atlanta wycofał się |
| 5 stycznia 1930 | Almagro Buenos Aires – San Isidro Buenos Aires walkower dla Almagro               |
| 5 stycznia 1930 | Colegiales Buenos Aires – Argentino del Sud Buenos Aires 4:2                      |
| 5 stycznia 1930 | Club Atlético Lanús – CA Estudiantes 2:0                                          |
| 5 stycznia 1930 | Racing Club de Avellaneda – Gimnasia y Esgrima La Plata 1:0                       |
| 5 stycznia 1930 | CA Tigre – Talleres Remedios de Escalada 3:2                                      |

Grupa B
| Data            | Mecz |
| --------------- | --- |
| 22 grudnia 1929 | CA Vélez Sarsfield – Argentino de CA Argentino de Quilmes walkower dla Vélez Sarsfield klub Argentino de Quilmes wycofał się                 |
| 29 grudnia 1929 | Ferro Carril Oeste – Excursionistas Buenos Aires oba kluby wycofały się                                                                      |
| 3 stycznia 1930 | Club Argentino de Banfield – Sportivo Barracas Buenos Aires walkower dla Club Argentino de Banfield klub Sportivo Barracas został zawieszony |
| 5 stycznia 1930 | Barracas Central Buenos Aires – Argentinos Juniors 2:1                                                                                       |
| 5 stycznia 1930 | Boca Juniors – CS Palermo 3:0 Roberto Cherro, Mario Evaristo (2)                                                                             |
| 5 stycznia 1930 | Defensores de Belgrano Buenos Aires – Estudiantil Porteño Buenos Aires walkower dla Estudiantil Porteño                                      |
| 5 stycznia 1930 | Quilmes Athletic Buenos Aires – Chacarita Juniors walkower dla Chacarita Juniors                                                             |
| 5 stycznia 1930 | San Lorenzo de Almagro – Independiente 3:0                                                                                                   |

### Kolejka 17
Grupa A
| Data             | Mecz |
| ---------------- | --- |
| 22 grudnia 1929  | CA Huracán – San Fernando Buenos Aires walkower dla San Fernando Buenos Aires klub Huracán wycofał się             |
| 22 grudnia 1929  | CA Platense – Argentino del Sud Buenos Aires walkower dla Argentino del Sud Buenos Aires klub Platense wycofał się |
| 29 grudnia 1929  | Talleres Remedios de Escalada – Estudiantes La Plata walkower dla Talleres klub Estudiantes wycofał się            |
| 29 grudnia 1929  | CA Tigre – Atlanta Buenos Aires walkower dla Tigre klub Atlanta wycofał się                                        |
| 5 stycznia 1930  | San Isidro Buenos Aires – CA Banfield oba kluby zrezygnowały z gry                                                 |
| 12 stycznia 1930 | Club El Porvenir – River Plate 0:1 Granara Costa k mecz rozegrany został na stadionie klubu Huracán                |
| 12 stycznia 1930 | CA Estudiantes – Almagro Buenos Aires 2:2 mecz rozegrany został na stadionie klubu Ferro Carril Oeste              |
| 12 stycznia 1930 | Gimnasia y Esgrima La Plata – Club Atlético Lanús 2:0 Ismael Morgada, Martín Malianni                              |
| 12 stycznia 1930 | Racing Club de Avellaneda – Colegiales Buenos Aires 2:2                                                            |

Grupa B
| Data             | Mecz |
| ---------------- | --- |
| 22 grudnia 1929  | Excursionistas Buenos Aires – Argentino de CA Argentino de Quilmes walkower dla Excursionistas klub Argentino de CA Argentino de Quilmes wycofał się |
| 22 grudnia 1929  | Sportivo Buenos Aires – Barracas Central Buenos Aires walkower dla Barracas Central klub Sportivo Buenos Aires wycofał się                           |
| 22 grudnia 1929  | Quilmes Athletic Buenos Aires – Ferro Carril Oeste walkower dla Quilmes klub Ferro Carril Oeste wycofał się                                          |
| 3 stycznia 1930  | Sportivo Barracas Buenos Aires – Boca Juniors walkower dla Boca Juniors klub Sportivo Barracas został zawieszony                                     |
| 5 stycznia 1930  | CS Palermo – Defensores de Belgrano Buenos Aires walkower dla CS Palermo klub Defensores de Belgrano wycofał się                                     |
| 12 stycznia 1930 | Club Argentino de Banfield – CA Vélez Sarsfield 1:2                                                                                                  |
| 12 stycznia 1930 | Chacarita Juniors – Argentinos Juniors 1:0 |
| 12 stycznia 1930 | Estudiantil Porteño Buenos Aires – Independiente 0:0                                                                                                 |

### Tabele końcowe sezonu 1929
| Poz | Klub                           | Mecze | Zw | Rem | Por | Pkt | BrZd | BrStr |
| --- | ------------------------------ | ----- | -- | --- | --- | --- | ---- | ----- |
| 1   | Gimnasia y Esgrima La Plata    | 17    | 14 | 0   | 3   | 28  | 33   | 11    |
| 2   | River Plate                    | 17    | 12 | 3   | 2   | 27  | 28   | 11    |
| 3   | Club Atlético Lanús            | 17    | 8  | 8   | 1   | 24  | 31   | 17    |
| 4   | Racing Club de Avellaneda      | 17    | 10 | 4   | 3   | 24  | 24   | 17    |
| 5   | Almagro Buenos Aires           | 17    | 8  | 5   | 4   | 21  | 19   | 18    |
| 6   | Talleres Remedios de Escalada  | 17    | 7  | 5   | 5   | 19  | 16   | 13    |
| 7   | San Fernando Buenos Aires      | 17    | 6  | 5   | 6   | 17  | 31   | 20    |
| 8   | Colegiales Buenos Aires        | 17    | 5  | 7   | 5   | 17  | 28   | 28    |
| 9   | Club El Porvenir               | 17    | 7  | 3   | 7   | 17  | 19   | 26    |
| 10  | Estudiantes La Plata           | 17    | 7  | 2   | 8   | 16  | 32   | 20    |
| 11  | CA Tigre                       | 17    | 5  | 5   | 7   | 15  | 28   | 23    |
| 12  | Argentino del Sud Buenos Aires | 17    | 6  | 3   | 8   | 15  | 14   | 24    |
| 13  | CA Banfield                    | 17    | 5  | 4   | 8   | 14  | 18   | 23    |
| 14  | CA Huracán                     | 17    | 6  | 1   | 10  | 13  | 26   | 11    |
| 15  | Atlanta Buenos Aires           | 17    | 4  | 3   | 10  | 11  | 10   | 24    |
| 16  | San Isidro Buenos Aires        | 17    | 3  | 3   | 11  | 9   | 14   | 36    |
| 17  | CA Estudiantes                 | 17    | 2  | 4   | 11  | 8   | 8    | 41    |
| 18  | CA Platense                    | 17    | 3  | 1   | 13  | 7   | 7    | 23    |

| Poz | Klub                                 | Mecze | Zw | Rem | Por | Pkt | BrZd | BrStr |
| --- | ------------------------------------ | ----- | -- | --- | --- | --- | ---- | ----- |
| 1   | Boca Juniors                         | 16    | 13 | 1   | 2   | 27  | 31   | 11    |
| 2   | San Lorenzo de Almagro               | 16    | 12 | 3   | 1   | 27  | 42   | 15    |
| 3   | Independiente                        | 16    | 7  | 6   | 3   | 20  | 38   | 18    |
| 4   | Estudiantil Porteño Buenos Aires     | 16    | 8  | 4   | 4   | 20  | 26   | 21    |
| 5   | Chacarita Juniors                    | 16    | 8  | 4   | 4   | 20  | 23   | 20    |
| 6   | CA Vélez Sarsfield                   | 16    | 9  | 2   | 5   | 20  | 23   | 21    |
| 7   | Argentinos Juniors                   | 16    | 5  | 5   | 6   | 15  | 16   | 22    |
| 8   | Barracas Central Buenos Aires        | 16    | 7  | 1   | 8   | 15  | 16   | 30    |
| 9   | CS Palermo                           | 16    | 6  | 2   | 8   | 14  | 14   | 21    |
| 10  | Quilmes Athletic Buenos Aires        | 16    | 6  | 2   | 8   | 14  | 8    | 26    |
| 11  | Defensores de Belgrano Buenos Aires  | 16    | 4  | 4   | 8   | 12  | 12   | 18    |
| 12  | Sportivo Buenos Aires                | 16    | 4  | 4   | 8   | 12  | 20   | 19    |
| 13  | Excursionistas Buenos Aires          | 16    | 5  | 2   | 9   | 12  | 20   | 33    |
| 14  | Argentino de CA Argentino de Quilmes | 16    | 4  | 3   | 9   | 11  | 16   | 17    |
| 15  | Club Argentino de Banfield           | 16    | 3  | 5   | 8   | 11  | 21   | 28    |
| 16  | Ferro Carril Oeste                   | 16    | 2  | 6   | 8   | 10  | 23   | 25    |
| 17  | Sportivo Barracas Buenos Aires       | 16    | 3  | 4   | 9   | 10  | 13   | 17    |

Wobec równej liczby punktów rozegrany został pojedynek barażowy o pierwsze miejsce w grupie, które dawało prawo gry o mistrzostwo Argentyny.
| Data             | Mecz |
| ---------------- | --- |
| 19 stycznia 1930 | Boca Juniors – San Lorenzo de Almagro 2:2 Esteban Kuko, Mario Evaristo – Diego García, Arturo Arrieta mecz rozegrany został na stadionie klubu River Plate |
| 26 stycznia 1930 | Boca Juniors – San Lorenzo de Almagro 2:2 Mario Evaristo, Ramón Muttis – Diego García, Alfio Foresto mecz rozegrany został na stadionie klubu Racing       |
| 2 lutego 1930    | Boca Juniors – San Lorenzo de Almagro 3:1 Mario Evaristo (2), Gerardo Moreyras – Alfredo Carricaberry mecz rozegrany został na stadionie klubu River Plate |

### Mistrzostwo Argentyny
O mistrzostwo Argentyny zmierzyli się zwycięzcy grup A i B.
| Data          | Mecz |
| ------------- | --- |
| 9 lutego 1930 | Boca Juniors – Gimnasia y Esgrima La Plata 1:2 (1:0) mecz rozegrany został na stadionie klubu River Plate Bramki: 1:0 Di Julio Di Gianno 30s, 1:1 Martín Maleanni 62, 1:2 Martín Maleanni 70 Club Atlético Boca Juniors: Mena – Bidoglio, Strada, Amoia, Fleitas Solich, Pedemonte, Penella, Kuko, "Mario" Evaristo, "Cherro" Cerro, Alberino. Club de Gimnasia y Esgrima La Plata: Scarpone – Julio Di Gianno, De Lobo, Ruscitti, Santillán, Belli, Curell, Varallo, Martín Maleanni, Díaz, Morgada. |

Mistrzem Argentyny został klub Gimnasia y Esgrima La Plata, a wicemistrzem Argentyny – klub Boca Juniors.
Mecz o trzecie miejsce rozegrać miały drugie zespoły z grup A i B.
| Data          | Mecz                                                          |
| ------------- | ------------------------------------------------------------- |
| 9 lutego 1930 | River Plate – San Lorenzo de Almagro walkower dla River Plate |

Trzecim zespołem Argentyny został klub River Plate.